# Enigma (projeto musical)
Enigma é um projeto musical criado por Michael Cretu, Sandra Cretu, David Fairstein e Frank Peterson em 1990. Michael é o compositor e o produtor; Sandra fornecia frequentemente o vocal em trilhas do Enigma. Michael trabalhou também junto no projeto da carreira solo de Sandra. Michael e Sandra foram casados de 1988 até 2007.
Seis álbuns com músicas inéditas, em estúdio, foram produzidos com o nome do projeto e várias outras compilações e remixes pela Virgin Records, Germany Data e Crocodile Music.

## História
Em meados de 1970, Michael Cretu já tinha a carreira em suas mãos e vários trabalhos de colaboração com diversos outros músicos. Contribuiu também para os álbuns de Sandra Cretu. Antes do Enigma, Cretu lançou alguns álbuns com seu próprio nome, mas todos não foram particularmente bem sucedidos. Ele revelou em uma entrevista que acreditou que suas ideias começaram a funcionar logo a partir desse momento.
Foi então que Cretu traçou a criação de um novo estilo de "New Age" dance, sem nome ainda. E em dezembro de 1990, surge com o álbum de estreia do projeto: MCMXC a.D. O álbum foi o primeiro sucesso comercial de Cretu, com o single "Sadeness", onde eram mixados Cantos Gregorianos, batida altamente dançante e gemidos sensuais de Sandra, soando altamente peculiar aos ouvidos do público naquele tempo. Outro grande sucesso foi a sexy "Mea Culpa", remixada por vários dos melhores DJs da Europa. Antes que o álbum fosse lançado, Cretu foi cauteloso com a resposta que poderia obter, principalmente em relação a Igreja Católica e decidiu ocultar seu nome real, assinando como M.C. Curly. A contracapa do álbum conteve pouca informação sobre seus integrantes, promovendo o mistério sobre os criadores do álbum e conduzindo a especulação se o Enigma era uma pessoa ou um grupo.
Logo em seguida, "The Cross of Changes" ("O Cruzamento das Mudanças", ou "Cruzamento das Mudanças") foi lançado e vendeu seis milhões cópias em um ano. Com o Hit "Return to Innocence". Este foi o álbum com mais faixas utilizadas em campanhas publicitárias e filmes, sendo utilizado pela última vez no filme "Matrix", em 1999. A música "The Eyes of Truth", Cretu se deixou influenciar desta vez pelos ritmos hindus, inserindo cantos de lamento, que remetiam a paisagens e orações indianas. Sempre com a sua marca registrada. Um som de ostentação e de batidas sensuais, que elevavam a mente para causas espirituais, chamando a todos para uma meditação mais profunda sobre a vida e a nossa missão terrena.
Em 1996, lançou "Le Roi Est Mort, Vive Le Roi!" (O Rei Está Morto, Viva o Rei!). A ideia de Cretu era que este terceiro álbum fosse a síntese dos dois álbuns precedentes, e consequentemente os elementos familiares incluídos de cantos gregorianos e música hindu está mais presente que nunca. Embora o álbum tenha sido projetado tão meticulosamente por Cretu, não conseguiu o mesmo nível do sucesso que os dois anteriores. Em consequência somente dois dos três singles planejados foram lançados: "Beyond the Invisible" e "T.N.T For The Brain", também remixadas por DJs para as  pistas de dança, principalmente na Alemanha, país natal da banda e onde fazem mais sucesso.
No ano 2000, "The Screen Behind The Mirror" (A tela atrás do espelho), incluiu amostras de Carmina Burana de Carl Orff em quatro faixas do álbum. Estão de volta o "Gregorian Chants Remixed" e um som mais grave, e extremamente dançante, e ainda flautas de Shakuhachi e outras assinaturas tradicionais do padrão Enigma. Somente "Gravity of Love" e "Push the Limits" foram lançadas como single. Também marca a estreia do cantor Andru Donalds no projeto do Enigma.
Em 2001, Cretu lançou o single "Turn Around" junto com a compilação "Love Sensuality Devotion - The Greatest Hits" e "Love Sensuality Devotion - The Remixes". Uma amostra dos álbuns, está em exposição no Planetarium de Munique, afixada lá durante a cerimônia de lançamento dos álbuns "LSD-Hits e LSD-Remixes".
"Voyageur" (Viajante) de 2003, foi considerado por muitos como uma transformação total do projeto. Quase todos os elementos proeminentes da assinatura de Enigma (o étnico e/ou o Gregorian chants, as flautas famosas de Shakuhachi) não estavam mais presentes nesse álbum, que foi muito mais eletrônico e utilizou escalas diferentes, uma espécie de releitura do projeto. Soou diferente, e em consequência dessa mudança, muitos não apreciaram essa nova sonoridade e as vendas foram afetadas.
Em 2005, a gerência do Enigma (Crocodile-Music) anuncia o lançamento do single mais esperado e mais atrasado da banda: "Hello and Welcome". O single seria originalmente lançado em outubro, porém foi adiado para 25 de novembro, e finalmente lançado na Alemanha em 10 de março de 2006. A canção é dedicada ao boxeador alemão, "Felix Sturm".
Já em 6 julho de 2006, o projeto Enigma finalmente lança o seu sexto disco "A Posteriori" que contém uma versão nova para "Hello and Welcome". Destaque para "Eppur Si Muove" e "Goodbye Milky Way". Este álbum é talvez o mais sombrio da banda, tomando como tema a Via Láctea, e sua destruição prevista para acontecer em alguns milhões de anos. Este álbum propõem uma reflexão sobre a criação e a destruição do cosmos, vida e morte, claro e escuro, assim como o primeiro álbum, só que desta vez, sem a temática sexual, dando mais ênfase ao dançante. Este álbum é lançado no mesmo período em que a humanidade olha para o céu, se questionando sobre o status de planeta ou asteróide, do corpo celeste chamado Plutão. "A Posteriori" é uma boa trilha sonora para essa reflexão, já que o abuso de ecos nas músicas remete a uma jornada pelo espaço sideral.

## Membros
O projeto Enigma foi fundado por Michael Cretu e Sandra Cretu. Outros músicos que tinham trabalhado previamente ao lado de Michael, o principal compositor, na produção de álbuns para o projeto são Frank Peterson, David Fairstein, Peter Cornelius e Jens Gad.
Os cantores que foram influentes em canções do Enigma são: "The Angel X", que forneceu os vocais para "Return to Innocence", Ruth-Ann Boyle e Andru Donalds em "The Screen Behind The Mirror" e "Voyageur". Louisa Stanley e Elisabeth Houghton emprestaram também suas vozes em "The Voice of Enigma" e "Knocking on Forbidden Doors".
Por isso Enigma não é uma banda propriamente, mas um projeto musical, pois artistas são convidados para participar de determinados álbuns e não do projeto em si.

## Prêmios
- World Music Awards - 2002 como artista solo mais popular da Alemanha.[2]
- Echo (prêmio) - 1997 por Beyond the Invisible
- Echo (prêmio) - 1992 por melhor publicidade
- Echo (prêmio) - 1992 como melhor artista nacional[3]
- Mais de 100 prêmios de discos de platina mundialmente[4][5]
- 7 discos de platina RIAA
- 2 discos de ouro RIAA
- 5 discos de platina BPI
- 2 discos de ouro BPI

## Discografia
Segue abaixo a discografia do projeto, sendo ele estreado por MCMXC a.D. em 1990, e tendo como último lançamento The Fall of a Rebel Angel, em 2016.

### Álbuns
- 1990 - MCMXC a.D. (Virgin)
- 1993 - The Cross of Changes (Virgin)
- 1997 - Le Roi Est Mort, Vive Le Roi!
- 1998 - Trilogy (3xCD)
- 2000 - The Screen Behind the Mirror
- 2001 - Love Sensuality Devotion: The Greatest Hits
- 2001 - Love Sensuality Devotion: The Remix Collection
- 2003 - Voyageur (Virgin Records)
- 2006 - A Posteriori (Virgin Records)
- 2008 - Seven Lives, Many Faces
- 2016 - The Fall of a Rebel Angel

### Singles
- 1990 - Sadeness (Part I) (Virgin)
- 1991 - Mea Culpa (Parte II) (Virgin Records)
- 1991 - Principles Of Lust (Virgin)
- 1991 - The Rivers Of Belief (Virgin Records)
- 1993 - Age of Loneliness | Carly´s Song (Virgin Records)
- 1993 - Return to Innocence (Virgin)
- 1994 - Age of Loneliness (Virgin Records)
- 1994 - The Eyes of Truth (Virgin Records)
- 1994 - Out from the Deep (Virgin Records)
- 1996 - Beyond the Invisible (Virgin)
- 1997 - T.N.T. for the Brain (Virgin Records)
- 1999 - Gravity of Love (Virgin Schallplatten GmbH)
- 2000 - Push the Limits (Virgin Records)
- 2001 - Turn Around (Virgin Schallplatten GmbH)
- 2003 - Voyageur (Virgin Records)
- 2003 - Following the Sun (Virgin/EMI)
- 2004 - Boum Boum (Virgin Schallplatten GmbH)
- 2005 - Hello and Welcome (Virgin Schallplatten GmbH)
- 2007 - Eppur si muove (Virgin Schallplatten GmbH)
- 2008 - La Puerta Del Cielo Seven Lives (Virgin Schallplatten GmbH)
- 2008 - The Same Parents(Virgin Schallplatten GmbH)
- 2011 - MMX (The Social Song)
- 2016 - The Fall of Rebel Angel (Island Records)